# Maerua intricata
Maerua intricata är en kaprisväxtart som beskrevs av Lars Erik Kers. Maerua intricata ingår i släktet Maerua och familjen kaprisväxter. Inga underarter finns listade i Catalogue of Life.